# Jannik Kohlbacher
Jannik Kohlbacher, född 19 juli 1995, är en tysk handbollsspelare. Han är högerhänt och spelar i anfall som mittsexa.

## Meriter i urval
Med landslag
- EM 2016 i Polen:  Guld
- U18-EM 2012 i Österrike:  Guld
- U19-VM 2013 i Ungern:  Brons